# 82
Năm 82 là một năm trong lịch Julius. 